# Doblando la dosis
Doblando la dosis es el álbum debut del cantante español  de pop-rock-flamenco ErPeche.

## Lista de canciones
1. Flores ke no son flores
2. Veneno negro
3. Me limito
4. Te he calao
5. Marionetas de cartón
6. Aire ke respiro (con Zahara)
7. Doblando la dosis
8. Caballito de mar
9. Soy como el carbón
10. Estoy ronco
11. Él no está loco
12. Nada ke hacer

- Datos: Q5812114